# Castelnuovo di Farfa
Castelnuovo di Farfa è un comune italiano di 990 abitanti della provincia di Rieti nel Lazio.

## Geografia fisica

### Territorio
Castelnuovo di Farfa sorge a 358 metri di altezza sul livello del mare, sulle propaggini meridionali dei monti Sabini.
Il fiume Farfa scorre nel territorio comunale.

### Clima
- Classificazione climatica: zona D, 2016 GR/G

## Storia

### Protostoria
Il territorio di Castelnuovo di Farfa risulta frequentato già a partire dal Neolitico.
In epoca protostorica il sito più importante è sicuramente la Grotta Scura, al termine di Via Cornazzano, a poca distanza dal fiume Farfa. I primi ritrovamenti risalgono agli anni 1987-88, quando il Gruppo Speleologico “F. Orofino” rinvenne alcuni frammenti ceramici protostorici, risalenti all’età del Bronzo medio (XV-XIV secolo a.C.).
La grotta è costituita da un’ampia sala in roccia calcarea, a cui si accede attraverso una stretta apertura, dove venne recuperato il materiale. Secondo la descrizione del Guidi “dalla sala un lungo corridoio porta ad una serie di piccoli ambienti dove sono stati individuati resti di focolari, ossa animali e vasi integri, gli unici materiali in giacitura sicuramente primaria”.
Alcuni frammenti con decorazione “appenninica” hanno permesso una datazione per tutta la durata della media età del Bronzo (XV-XIV secolo a.C.).
La grotta presenta un ramo, lungo più di 200 metri, periodicamente occupato dalle acque, dove sono stati rinvenuti insieme oggetti ceramici sia di epoca protostorica che di epoca romana (lucerne in terracotta e monete). La presenza di vasi integri in ambienti difficilmente accessibili della grotta dimostra che una parte della cavità fosse riservata alla deposizione di offerte. Inoltre le tracce di focolari, riferibili a cerimonie rituali, sembrano attestare un utilizzo della grotta sia a fini abitativi che cultuali.
La grotta è costituita da un ramo attivo e da due rami fossili, posti a livelli diversi e raggiungibili tramite cunicoli. La presenza di acque sorgive deve aver comportato la destinazione cultuale della grotta.
Questo luogo di culto in grotta, tra i più antichi di tutta la Sabina, è stato identificato recentemente nel “santuario di Marte”, riportato da Dionigi di Alicarnasso presso Suna (oggi Toffia), antica città degli Aborigeni (mitologia).

### Medioevo
Nel VI secolo è riferito in zona l’arrivo di San Lorenzo di Siria, fondatore dell’Abbazia di Farfa, il quale avrebbe svolto opera di evangelizzazione cristiana anche nei territori limitrofi.
Una chiesa dedicata a San Donato è riportata già in un documento dell’877, per cui si può tranquillamente fissare la nascita del primitivo insediamento rurale all’Alto Medioevo.
In questo documento la chiesa viene ceduta dal vescovo di Arezzo, Giovanni, al monastero di Farfa, in cambio di altri beni, tra cui San Donato ed annesse “terre, case, chiese, selve, molini” ecc…, una elencazione che spiega il livello di organizzazione che si era formato attorno alla prima chiesa. Questa chiesa divenne anche il centro catalizzatore del territorio, elemento di aggregazione sociale, antesignano del castrum.
Il primo insediamento fortificato e protetto da mura, il Castellum Sancti Donati, è citato in un documento del 1046, che ne attesta la cessione al vicino monastero di Farfa, e risulta decaduto già nel 1104.
Il Castrum Novum risale al Duecento. A partire dal 1288 nacque una disputa a riguardo di chi appartenesse il colle in cui sorgeva questo castrum medievale: secondo i castellani apparteneva alla comunità, secondo i monaci all’Abbazia di Farfa. La lunga contesa fu lontana dall’essere risolta. Nel 1477 i cippi confinari, rimossi dagli abitanti, vennero riportati al loro posto dall’abate commendatario.
Il castello medievale è difeso da una cinta muraria con ben nove torri, presidiate nel Rinascimento da “guardie civiche” e comandate da un “capitano”. Nel 1592 una delibera del Consiglio ordinò l’acquisto di 50 “archibusci” (fucili) e 4 “archibuscioni” (cannoncini). Lungo le mura si aprono due porte, Porta Castello e Porta Cisterna. Il borgo è caratterizzato da strette vie lastricate e da edifici civili, tra cui quelli appartenuti, ad esempio, alle famiglie Cherubini e Simonetti. Nel nucleo del paese sorge la chiesa di San Nicola di Bari ed una bella fontana seicentesca “a parete”, con arco centrale.

### Seconda guerra mondiale
Negli anni dalla seconda guerra mondiale, tra il 1940 e il 1943, a Farfa sorse un campo d'internamento civile. Vi giunsero in soggiorno coatto 21 profughi ebrei. Dopo San Donato Val di Comino Castelnuovo fu il comune nella regione Lazio ad ospitare il gruppo più numeroso di rifugiati ebrei. Il periodo più difficile venne dopo l'8 settembre 1943 con l'occupazione tedesca e la Repubblica Sociale Italiana. Nonostante il pericolo di arresto e la fuga, quasi tutti gli ex-internati riuscirono a sfuggire alla cattura e alle deportazioni. Solo uno di loro, lasciato il paese, sarà arrestato a fine novembre 1943 nella provincia di Macerata e nell'aprile 1944 condotto alla morte ad Auschwitz.

## Monumenti e luoghi d'interesse

### Architetture religiose
- San Donato, chiesa di origine altomedievale (IX secolo), in cui si conservano alcune nicchie affrescate. In seguito è stata inglobata in un moderno casolare.
- San Nicola di Bari, chiesa parrocchiale. La chiesa originaria venne eretta poco dopo la metà del Cinquecento, nel punto più alto del castello. Ormai vecchia e malandata venne interamente ricostruita nel decennio 1769-1779 su progetto del capomastro Antonio Lepri, che poté contare nell’aiuto manuale dei castellani. La costruzione venne in gran parte finanziata dai marchesi Simonetti. All’interno della chiesa venne tumulato nel 1781 il corpo di S. Vittore “martire fanciullo”, privo delle mani e dei piedi (forse da mettere in relazione al martirio).
- Madonna degli Angeli. Eretta nell’anno giubilare 1600, quando i Castelnovesi, per intercessione della Vergine, restarono immuni da una spaventosa epidemia che seminò strage nei dintorni. La costruzione fu affidata a tali Mastro Plauto e Mastro Giovanni, che realizzarono un tempietto rotondo con 4 cappelle ed un’abside, in pietra spugnosa locale. Nel 1698 venne aggiunto il campanile. La chiesa, ormai fatiscente, crollò nel 1933, rimanendone illeso soltanto il muro su cui si apriva la nicchia con l’immagine della Madonna. Venne quindi interamente ricostruita nel 1939, a spese del cavalier Angelo Salustri Galli.
- Santa Maria. Eretta al di fuori dalle mura castellane nel 1577 da tal Mastro Giovanni, cui andò un compenso di 20 scudi.

### Architetture civili
Il torrione di Porta Castello, con l’ingresso principale al borgo, a ridosso della strada.
Il Palazzo dei marchesi Simonetti (oggi Salustri Galli), grandi benefattori del paese. Tra costoro si annovera il cardinale Giuseppe Simonetti, concittadino, alla cui elezione a porporato nel 1766 vennero indetti nel paese tre giorni di spettacoli, con musiche, spari e fuochi artificiali.

## Società

### Evoluzione demografica
Abitanti censiti

## Cultura

### Istruzione

#### Musei
- Museo dell'Olio della Sabina

## Economia
Di seguito la tabella storica elaborata dall'Istat a tema Unità locali, intesa come numero di imprese attive, ed addetti, intesi come numero addetti delle unità locali delle imprese attive (valori medi annui).
|                      | 2015                  |                              |                            |                |                       |                     | 2014                  |                | 2013                  |                |
| -------------------- | --------------------- | ---------------------------- | -------------------------- | -------------- | --------------------- | ------------------- | --------------------- | -------------- | --------------------- | -------------- |
|                      | Numero imprese attive | % Provinciale Imprese attive | % Regionale Imprese attive | Numero addetti | % Provinciale Addetti | % Regionale Addetti | Numero imprese attive | Numero addetti | Numero imprese attive | Numero addetti |
| Castelnuovo di Farfa | 53                    | 0,54%                        | 0,01%                      | 69             | 0,3%                  | 0,004%              | 54                    | 70             | 52                    | 73             |
| Rieti                | 9.765                 |                              | 2,14%                      | 22.908         |                       | 1,49%               | 10.044                | 23.834         | 10.407                | 25.272         |
| Lazio                | 455.591               |                              |                            | 1.539.359      |                       |                     | 457.686               | 1.510.459      | 464.094               | 1.525.471      |

Nel 2015 le 53 imprese operanti nel territorio comunale, che rappresentavano lo 0,54% del totale provinciale (9.765 imprese attive), hanno occupato 69 addetti, lo 0,3% del dato provinciale (22.908 addetti); in media, ogni impresa nel 2015 ha occupato una persona (1,3).

## Infrastrutture e trasporti

### Strade
Castelnuovo di Farfa si trova lungo la strada provinciale n. 42 "Mirtense", che lo collega da un lato a Montopoli e Poggio Mirteto e dall'altro a Osteria Nuova e alla Salaria.
La Strada statale 4 Via Salaria è l'arteria di maggiore importanza, che collega il comune a Roma e al capoluogo Rieti.

## Amministrazione
| Periodo | Periodo   | Primo cittadino | Partito      | Carica  | Note |
| ------- | --------- | --------------- | ------------ | ------- | ---- |
| 2001    | 2006      | Reno Ricci      | lista civica | Sindaco |      |
| 2006    | 2011      | Reno Ricci      | lista civica | Sindaco |      |
| 2011    | 2016      | Enzo Biancucci  | lista civica | Sindaco |      |
| 2016    | 2021      | Luca Zonetti    | lista civica | Sindaco |      |
| 2021    | in carica | Luca Zonetti    | lista civica | Sindaco |      |

### Altre informazioni amministrative
- Fa parte dell'Associazione nazionale città dell'olio.

### Gemellaggi
- Ulassai